# Nemoria magnidiscata
Nemoria magnidiscata là một loài bướm đêm trong họ Geometridae.